# 1217
Cette page concerne l'année 1217  du calendrier julien.
L'année 1217 est une année commune qui commence un dimanche.

## Événements
- 26 mars : Pâques.
- 23 avril : début du règne de Haakon IV Haakonarsson l’Ancien (1204-1263), élu roi de Norvège par les Birkebeiner au détriment de ses demi-frères[1] (fin en 1263).
- 20 mai : le prince Louis de France est battu par le régent d'Angleterre Guillaume le Maréchal à la bataille de Lincoln[2].
- 6 juin : début du règne de Bérengère de Castille, (1181-1244), reine de Castille (fin en 1230)[3].
- 14 mai, Pentecôte : chapitre général de l’ordre des frères mineurs. Avec l’afflux de disciples, l'ordre doit s’organiser contre les vœux de François d'Assise. Des provinces avec des ministres sont créées[4].
- 24 août : la flotte anglaise bat la flotte française à la bataille de Sandwich (ou Bataille de South-Foreland), près de Douvres. Pris par les Anglais, Eustache le moine, l'un des plus célèbres pirates du XIIIe siècle, a la tête tranchée[5].

- 27 août : le roi André II de Hongrie et Léopold VI d'Autriche s'embarquent  avec leurs troupes à Spalatro sur l'Adriatique[6]. Début de la cinquième croisade (fin en 1221).
- Septembre : les premiers croisés arrivent à Acre[7], bientôt suivis de centaines d’autres. Jean de Brienne, roi de Jérusalem et le roi de Chypre les rejoignent.
- 11 septembre : signature du traité de Lambeth. Louis le Lion, vaincu, renonce au trône d’Angleterre au profit d'Henri III.
- 13 septembre : reconquête de Toulouse par Raymond VII[8].
- 21 septembre : bataille de la saint Mathieu entre les chevaliers Porte-Glaive et les Livoniens, dont le chef Lembitu est tué[9].
- 22 septembre : Guy de Montfort commence le siège de Toulouse (fin en 1218)[10].
- 18 octobre[11] : Alcácer do Sal est prise aux Maures par Alphonse II de Portugal avec l'aide des croisés.
- 6 novembre[12] : la Grande Charte est renouvelée.
- Novembre : lettre patente de Philippe Auguste autorisant la construction du chœur de la cathédrale du Mans (fin en 1254)[13].
- 29 novembre - 7 décembre : échec des croisés du duc d’Autriche et du roi de Hongrie devant la forteresse du Mont-Thabor, qui domine la plaine d’Acre[14].

- Sévère famine en Europe centrale et orientale[15].
- Fondation du royaume de Serbie : le pape Honorius III fait porter une couronne au duc Stefan Ier Nemanjić qui devient le premier roi de Serbie[16].